# Anton Sosnin
Bản mẫu:Eastern Slavic name
Anton Vasilyevich Sosnin (tiếng Nga: Антон Васильевич Соснин; sinh ngày 27 tháng 1 năm 1990) là một cầu thủ bóng đá người Nga. Anh chơi ở vị trí tiền vệ trung tâm hay tiền vệ chạy cánh trái cho F.K. Dynamo Moskva.

## Sự nghiệp câu lạc bộ
Anh ra mắt tại Giải bóng đá ngoại hạng Nga cho F.K. Krylia Sovetov Samara vào ngày 12 tháng 9 năm 2010 trong trận đấu với Spartak Nalchik.

### Thống kê sự nghiệp
Tính đến 13 tháng 5 năm 2018
| Câu lạc bộ                 | Mùa giải            | Giải vô địch        | Giải vô địch | Giải vô địch | Cúp     | Cúp       | Châu lục | Châu lục  | Tổng cộng | Tổng cộng |
| Câu lạc bộ                 | Mùa giải            | Hạng đấu            | Số trận      | Bàn thắng    | Số trận | Bàn thắng | Số trận  | Bàn thắng | Số trận   | Bàn thắng |
| -------------------------- | ------------------- | ------------------- | ------------ | ------------ | ------- | --------- | -------- | --------- | --------- | --------- |
| F.K. Zenit Sankt Peterburg | 2006                | Premier League      | 0            | 0            | 0       | 0         | 0        | 0         | 0         | 0         |
| F.K. Zenit Sankt Peterburg | 2007                | Premier League      | 0            | 0            | 0       | 0         | 0        | 0         | 0         | 0         |
| F.K. Zenit Sankt Peterburg | 2008                | Premier League      | 0            | 0            | 0       | 0         | 0        | 0         | 0         | 0         |
| F.K. Zenit Sankt Peterburg | 2009                | Premier League      | 0            | 0            | 0       | 0         | 0        | 0         | 0         | 0         |
| F.K. Zenit Sankt Peterburg | 2010                | Premier League      | 0            | 0            | 0       | 0         | 0        | 0         | 0         | 0         |
| F.K. Zenit Sankt Peterburg | Tổng cộng           | Tổng cộng           | 0            | 0            | 0       | 0         | 0        | 0         | 0         | 0         |
| F.K. Krylia Sovetov Samara | 2010                | Premier League      | 11           | 0            | 0       | 0         | –        | –         | 11        | 0         |
| F.K. Krylia Sovetov Samara | 2011–12             | Premier League      | 31           | 0            | 1       | 0         | –        | –         | 32        | 0         |
| F.K. Krylia Sovetov Samara | Tổng cộng           | Tổng cộng           | 42           | 0            | 1       | 0         | 0        | 0         | 43        | 0         |
| F.K. Kuban Krasnodar       | 2011–12             | Premier League      | 4            | 0            | 0       | 0         | –        | –         | 4         | 0         |
| F.K. Kuban Krasnodar       | 2012–13             | Premier League      | 2            | 0            | 2       | 0         | –        | –         | 4         | 0         |
| F.K. Kuban Krasnodar       | 2013–14             | Premier League      | 19           | 0            | 1       | 0         | 6        | 0         | 26        | 0         |
| F.K. Kuban Krasnodar       | 2014–15             | Premier League      | 24           | 1            | 4       | 0         | –        | –         | 28        | 1         |
| F.K. Kuban Krasnodar       | Tổng cộng           | Tổng cộng           | 49           | 1            | 7       | 0         | 6        | 0         | 62        | 1         |
| F.K. Dynamo Moskva         | 2015–16             | Premier League      | 22           | 0            | 1       | 0         | –        | –         | 23        | 0         |
| F.K. Dynamo Moskva         | 2016–17             | National League     | 18           | 0            | 0       | 0         | –        | –         | 18        | 0         |
| F.K. Dynamo Moskva         | 2017–18             | Premier League      | 22           | 0            | 0       | 0         | –        | –         | 22        | 0         |
| F.K. Dynamo Moskva         | Tổng cộng           | Tổng cộng           | 62           | 0            | 1       | 0         | 0        | 0         | 63        | 0         |
| Tổng cộng sự nghiệp        | Tổng cộng sự nghiệp | Tổng cộng sự nghiệp | 153          | 1            | 9       | 0         | 6        | 0         | 168       | 1         |